# 芦沢村
芦沢村（あしざわむら）は福島県田村郡にかつて存在した村である。

## 地理
- 現在の田村市の西部、旧船引町の南西部に位置する。
- 村域は阿武隈高地に位置し、山がちな地形である。

## 歴史

### 村域の変遷
- 1889年（明治22年）4月1日 - 町村制施行により、芦沢村が単独で村制施行し田村郡芦沢村が発足。
- 1955年（昭和30年）4月1日 - 芦沢村は船引町・文珠村・美山村・瀬川村・移村と七郷村の一部（堀越・遠山沢・永谷・椚山・門沢）とともに合併し船引町が発足。芦沢村は消滅。

変遷表
| 1868年 以前 | 1868年 以前 | 明治22年 4月1日 | 昭和30年 4月1日 | 平成17年 3月1日 | 現在   |
| ----------- | ----------- | --------------- | --------------- | --------------- | ------ |
|             | 芦沢村      | 芦沢村          | 船引町          | 田村市          | 田村市 |

## 人口・世帯

### 人口
総数 [単位： 人]
| 1889年（明治22年） | 1,810 |
| 1920年（大正 9年） | 2,378 |
| 1935年（昭和10年） | 2,767 |
| 1947年（昭和22年） | 2,950 |

### 世帯
総数 [単位： 世帯]
| 1920年（大正 9年） | 441 |
| 1935年（昭和10年） | 407 |
| 1947年（昭和22年） | 503 |